# Rio Nueces
Rio Nueces är en flod i den amerikanska delstaten Texas.  Dess källor finns på Edwardsplatån i Real County. Floden är 507 km lång. Den rinner genom centrala och södra Texas sydöst tills den når mexikanska golfen. Det är en av de största floderna i Texas och ligger norr om Rio Grande. Floden har fått sitt namn av de pekanträd som en gång fanns i stor mängd på dess bankar och som lämnade ätbara nötter, nueces.
Efter att republiken Texas gjort sig fri från Mexiko uppstod en konflikt om denna flod eller Rio Grande skulle utgöra gräns mellan Mexiko och republiken Texas. När Texas inlemmades i USA ledde detta till krig mellan de båda staterna.